# Cerdistus ruficoxatus
Cerdistus ruficoxatus är en tvåvingeart som först beskrevs av Macquart 1850.  Cerdistus ruficoxatus ingår i släktet Cerdistus och familjen rovflugor. Inga underarter finns listade i Catalogue of Life.